# Das vergessene Licht
Das vergessene Licht (tschechisch: Zapomenuté svétlo) ist der Titel eines 1934 publizierten Prosatextes mit autobiographischen Zügen des tschechischen Schriftstellers Jakub Deml über die Liebe eines Priesters zu einer todkranken Bäuerin. Die deutsche Übersetzung von Marianne Swoboda erschien 1969.

## Inhalt

### Überblick
Thema des Prosatextes, den die mit dem Autor gleichnamige Romanfigur an den Dichter Bohumil M. Ptáček adressiert, ist sein Leiden an der katholischen Kirche, den Literaturkritikern, an den Frauen und an sich selbst. Seinen Schmerz projiziert er auf das im Zentrum des Buches stehende Sterben seiner „lieben Bäuerin“ Marie Zezulková (Zezulka), in deren krankheitsbedingter Isolation er sich wiedererkennt. Eingeblendet in diese das ganze Buch durchziehende Erzählung sind Bekenntnisse, philosophisch-theologische Betrachtungen, Erinnerungen, selbstkritische Enthüllungen und Abrechnungen mit seinen Gegnern, teils mit vulgärem Vokabular. Allerdings schwächt er seinen wütenden Rundumschlag immer wieder ab, z. B. durch das Eingeständnis: „Gebe Gott, dass mir alle verzeihen werden.“ (S. 59) oder durch Spruchweisheiten im Ton eines alttestamentlichen Psalms, die von den Perspektiven der verschiedenen Menschen und damit von der Relativität der „Wahrheit“ handeln: „Es gibt eine Wahrheit des Tages und eine Wahrheit der Nacht. Eine Wahrheit der Kranken und eine Wahrheit der Gesunden […] Eine Wahrheit der Liebenden und eine Wahrheit der Hassenden […] Eine Wahrheit […] der tschechoslowakischen Bischöfe und der Lacrimae Christi […] und die traurigste von allen ist die Wahrheit von Jakub Deml.“ (S. 62 ff.)

### Konflikt zwischen Liebe und Zölibat
Die Liebe und die Konflikte mit dem Zölibat werden bereits im ersten Satz der Ansprache Demls an Ptáček mit der Überlegung eingeleitet: „Schade, dass ich nicht wenigstens eine Frau gewesen bin. Denn wäre ich eine Frau gewesen, hätte ich mich in Jakub Deml verliebt.“ Diese Problematik demonstriert der Priester an seiner Beziehung zu der 40-jährigen tuberkulosekranken Bäuerin Marie Zezulová. Deml erzählt von ihren letzten Wochen. Vor 12 Jahren hat er sich in die damals junge Frau, die Schwester seines Freundes, verliebt und hätte sie, wie er seiner inzwischen verstorbenen Vertrauten Pavla Kytlicová erzählte, gerne geheiratet, wenn er kein Priester wäre. Als Marie von seiner Neigung zu ihr erfuhr, wich sie ihm noch mehr aus als vorher. Jetzt kann er sie mit der sublimierten Liebe des Priesters täglich an ihrem Krankenlager besuchen und ihr Sterben begleiten: „Diese meine große Liebe ist am Verlöschen“. (S. 61). Zwei Situationen aus ihrem Ehealltag mit fünf Kindern bestätigen ihn in seiner Helferrolle. Bei einem nächtlichen Brand im Dorf haben alle, um zu helfen oder aus Neugier, das Haus verlassen und sie allein gelassen. Als sie vor zwei Jahren von einem Schwein in die Wade gebissen wurde, hatte sie Angst, ohne Rücksprache mit ihrem Mann von ihm ins Krankenhaus gebracht zu werden. In beiden Fällen meint der Priester die grenzenlose Leere „[s]einer Geliebten“ (S. 52) zu spüren. Er bringt ihr Trauben, Aprikosen oder Biskuits, steht ihr bei ihrem Bluthusten bei, reicht ihr Medikamente und reibt ihr vor ihrem Tod die Brust mit Schweinefett ein, wie es Pavla früher bei ihm gemacht hat. Sie versteht dies als Gabe der letzten Rettung, nimmt das Fett mit dem Finger auf und schiebt es sich in den Mund.
Oft überlagern seine Wunschvorstellungen die Realität. Er sieht im absterbenden und zerbrechlichen Körper der Kranken den der jungen Geliebten und stellt sich vor, dass sie in einem „Traumgesicht“ seine Gefühle erwidert, indem sie ihm verzeiht, ihre „kleine Perle“ vom Nachttisch genommen zu haben. Er sei kein „Räuber und Verbrecher“, wie alle schreiben: „Sie als Einziger haben das Recht, sie zu nehmen.“ (S. 67) Deml erinnert sich während der Besuche am Sterbebett immer wieder an die gesunde Frau und er führt in seiner Phantasie mit ihr, als der blaustrümpfigen „Schwester“ der Nacht, ein Gespräch über Tod, Liebe und Sexualität: „Eines Nachmittags sagtest du selbst: Maler und Bildhauer schaffen ihr Werk nach dem nackten Modell. […] Und du sagtest auch: es ist erlaubt, alles zu sehen, bloß verhüllt.“ (S. 66) Seine Sexualphantasien mit Marie projiziert der Priester jetzt auf ihre Töchter. Z. B. denkt er an deren „junge Schenkel“ und verbindet dies, mit Hinweisen auf indirekte Aussagen, assoziativ mit der 13-jährigen Mařenka (S. 74). Auch bedauert er, dass er deren Schwester, die 9-jährige Jarmilka, nicht mehr als junge Frau erleben werde (S. 57). Von Marion, der kleinen Tochter seines Freunde Karel Veselý, träumt er, dass sie „in einem künftigen Leben“ [s]eine Geliebte sein wird: „weil ich an die Auferstehung des Fleisches bis an seine Wurzel glaube, nach der ich mich sehne, und Gott wird es mir gewähren, weil Er gerecht ist, und meine ewige Seligkeit wird darin bestehen, dieses Fleisch bis an die Wurzel zu lieben, weil ich ein Dichter und ein katholischer Priester und ein verstoßener Mensch bin.“ (S. 59)
Realistisch betrachtet, ist sich Deml der Gegenliebe Maries nicht sicher: In diese Beziehung ist seine Freundin Pavla Kytlicová einbezogen. Ihr hat er vor zwölf Jahren seine Liebe zu Marie gestanden, offenbar hat sie eifersüchtig darauf reagiert. In einer Vision der Träumerin Nožičkovás aus Kočičina hat Marie die zerrissene Kette zwischen ihm und Pavla zusammengefügt (S. 73) und am Sterbetag wird er Zeuge des liebevollen Abschieds der Sterbenden von ihrer Familie. Demls Bekenntnisse schließen mit einer seine Einsamkeit demonstrierenden Szene ab: Am Tag nach der Beerdigung läuft er auf dem Weg vom Friedhof zur Frühmesse durch die menschenleere Straße an Zezulas Haus vorbei, und ihr Hund Broček, der ihn bisher anbellte, will sich ihm anschließen. Er schickt ihn ins Haus zurück mit den Worten: „[D]ass du niemandem anderen hinterherläufst als mir, ist das traurigste Zeugnis, das mir einer geben kann […] du hast wenigstens mich, ich dagegen leide mehr als du und habe überhaupt niemanden.“ (S. 76)
Mit seiner Erzählung erinnert Deml an eine einfache Bäuerin. Er hat durch seine Erfahrungen die Menschen auf dem Land mehr schätzen gelernt als die Mitglieder der Böhmischen Akademie, der er niemals angehören wird, und er zitiert Jiří Wolker und Jaroslav Durych, Heilige und adelige Damen finde man heute nur noch unter Schneiderinnen, Fabrikarbeiterinnen und Dienstboten. (S. 74) Deml fühlt sich mit Marie Zezulová verwandt. Sie fürchtet, wie er, die Nacht, er fürchtet aber auch den Tag und demonstriert dies mit einem Fäkalvergleich: „Es gibt nichts, worauf man hoffen, nichts, was man lieben könnte. Wir haben alles geopfert, sogar unser Herz, und man hat uns darauf geschissen. […] Redet der Mensch im Schmerz, so redet er irr wie der wahnsinnige König Lear.“ (S. 69)

### Auseinandersetzung mit der Kirchenbehörde und dem Literaturbetrieb
Deml fühlt sich als Priester von seinen katholischen Vorgesetzten und als Dichter von der Literaturkritik, den Kulturträgern und den Behörden der verschiedenen Regierungen und der Öffentlichkeit falsch verstanden: Er, „bei dessen Geburtsstunde unter den Sternen das unauslöschliche Feuer“ (S. 57) leuchtete, beneidet Marie Zezulová, dass sie sterben darf. „Diese Sterne, denen ich mehr glaubte als meiner Mutter und als Pavla Kytlicová und mehr als Gott, die Sterne haben mich verraten, verleugnet, im Stich gelassen und zu all dem noch schmählich verhöhnt. Gott ist meine Zeuge, Sieur mon Dieu, eine solche Verachtung habe ich nicht verdient.“ (S. 58)
Mit seinem Buch nimmt er den Kampf auf und stellt seine Position dar: „Augen im Kopf … das brutalste Gottesgeschenk. Jesus erbarme Dich meiner Not, lass mich zu Ende erzählen, ehe mein Flugzeug sein Ziel erreicht, denn danach wird alles verbrennen“. „[H]ier Gesagtes“ wittere „wohl die tschechoslowakische Literaturkritik, wie ein Schwein, das frische Scheiße liebt, bäuerlich primitive Aborte wittert – sie entdeckt und wittert, sie wittert und entdeckt, aber ihre Interpretation ist durchwegs saumäßig, schweinemäßig, unfranzösisch, ungermanisch, säuisch. Was soll man machen? Sterben.“ (S. 45) Er spottet über die städtischen Kloaken, Aborte der böhmischen Aristokratie und der katholischen Prälate und Senatoren sowie der „Kulturmacher, denen die Moral der Nation, die Unberührtheit der Jungfrauen und die Unantastbarkeit der laufenden Koalition und der Panzerschrank so am Herzen liegt“ (S. 50). Ebenso prangert er die „Intelligenz aus zweiter Hand“ an, die zwar seine Bücher nicht liest, aber „darüber ihre ganz bestimmte Meinung hat“ (S. 54). Zezulovás Hündin sei „[s]o blöd, dass sie sogar die Geschichte der tschechischen Literatur von Arne Novák verdauen könnte, nur dass ihr Stuhlgang danach dreimal so lange dauern würde.“ (S. 71)
Gewissenskonflikte mit dem Zölibat, deutet er an, haben offenbar einige Kirchenfürsten nicht. Darauf spielt er mit einer kleinen Geschichte vom Sexualfetischismus des Kardinals de Richelieu mit seiner adeligen Begleiterin im Züricher Nachtschnellzug an. Es bestehe somit ein grundsätzlicher Unterschied zwischen Jakub Deml und beispielsweise dem Kardinal. (S. 54 ff.)

## Form
„Das vergessene Licht“ hat wie die meisten literarischen Werke Demls keine zusammenhängende Handlung, sondern ist eine Textsammlung. In die zentrale Erzählung des Priesters sind assoziativ Reflexionen eingeschoben. Im Unterschied zu seinen früheren Traumerzählungen aus der „Die Burg des Todes“-Zeit mit ihrer poetischen surrealistischen Metaphorik ist das „Licht“ prosaisch realistisch geschrieben, mit Beschimpfungen – „Ihr Verrückten!“ (S. 47) – und Beleidigungen seiner Kontrahenten, teils mit Fäkalvergleichen. Die Menschen werden mit ihrer Umgangssprache charakterisiert, auch mit einem vulgärsprachlichen Vokabular, das Deml bei Maries Tochter verständnisvoll als situationsbedingt relativiert und das er selbst bei der Beschreibung seiner Gegner im Zorn benutzt.
Der Titel weist auf die in der Erzählung häufig eingesetzte Licht-Dunkelheit-Metaphorik hin. Viele Nachtszenen bilden den atmosphärischen Hintergrund der Krisensituation Demls. Krankenbesuche finden oft nachts statt, dann geht der Priester mit seinem Hund Bubáček durch die verlassenen Straßen zurück zu seinem Haus, an den verschlossenen Häusern der Bewohner vorbei. Melancholisch sind auch seine Betrachtungen über duftende Blumen und Schmetterlinge der Nacht, u. a. den Totenkopfschwärmer. (S. 65 ff.)
Eingestreut in die Schilderungen des Protagonisten sind scheinbar burleske Anekdoten, die jedoch metaphorisch auf seine Isolation hinweisen: Seinem Freund, dem Juden Weiss, Viehmakler und Kirchendiener in Velko Meziřiči, gegenüber bezeichnet er sich als ein mit ihm wesensverwandten „weiße[n] Rabe[n] unter den Schwarzen“. Im Wirtshaus erzählt man ihm, dass ein 60-jähriger Ehemann sich nachts erst nach Hause zu gehen getraut, wenn seine 25-jährige Frau bereits eingeschlafen ist.

## Editionsgeschichte
Der in einer Nacht geschriebene Prosatext wurde von Viktor Dvoék in Moravské Budjovice gedruckt und erschien im Selbstverlag. Das Cover fertigte der Grafiker Otto Maria Stritzko. Kurz nach der Publikation zu Allerseelen 1934 beschlagnahmte die Zensurbehörde wegen des beleidigenden Vokabulars die Bücher. Der Autor legte beim Gericht in Brünn dagegen Berufung ein und durfte nach der Schwärzung von neun Passagen den Verkauf fortsetzen. Die erste unzensierte Ausgabe stammt aus dem Jahr 1985.

## Autobiographischer Hintergrund
Die Übersetzerin und Literaturwissenschaftlerin Christa Rothmeier beschreibt das wechselhafte Leben Demls: „Das vergessene Licht“ entstand in einer Krisenzeit des Dichters. Unstimmigkeiten mit seinen Vorgesetzten und Kämpfe gegen die Borniertheit und Scheinheiligkeit des hohen Klerus, die er 1927 durch die Publikation seiner Korrespondenz dokumentierte, und seine avantgardistischen Dichtungen hatten ihn in eine ausweglos erscheinende existentielle Situation hineinmanövriert. Dazu kamen offenbar Gewissenskonflikte zwischen seiner Verpflichtung zum Zölibat und seinen erotischen Phantasien. Andererseits brach Deml 1928 mit dem national-patriotischen Turnerbund Sokol, weil dieser sich nicht an den Feierlichkeiten zum 1000. Todestag des Heiligen Wenzel von Böhmen beteiligen wollte.
Durch Publikationen und Aktionen geriet er in die Kritik von verschiedenen Seiten: Das mit enthüllender Offenheit geschriebene Erinnerungsbuch an seinen 1929 verstorbenen engen Freund Otokar Březina löste einen öffentlichen Skandal aus. Ein Verfahren wegen „Beleidigung des Staatsoberhaupts“ Tomáš Garrigue Masaryk wurde 1930 eröffnet und wieder eingestellt. Durch den Tod seiner Mäzenin, Gefährtin in Tasov und Mitarbeiterin Pavla Kytlicova (1932) und seines Freundes und Mentors Otokar Brézina (1929) war er auch privat vereinsamt und ohne finanzielle Unterstützung. Darauf reiste er in den 1930er Jahren oft ins europäische Ausland, z. B. an die dalmatische Küste, hatte Kontakte zu Deutschen und äußerte sich zunehmend konservativ. Er verliebte sich in die geschiedene Gräfin Katherina Sweerts-Spork und schrieb auch Gedichte auf Deutsch, der Muttersprache seines Großvaters. Seine Hoffnungen auf eine Unterstützung durch die Familie Sweerts-Spork erfüllten sich jedoch nicht.
„Das vergessene Licht“ spiegelt diese Krisenzeit Demls. Im „Zustand äußerster seelischer Anspannung und in dem Bewusstsein der völligen Isolation“ (S. 192) schrieb er sich seine Verzweiflung über Gott und die Menschen von der Seele. Deml bezeichnet sein Buch als „Äußerung des Wahnsinns“ und vom Genre her als „lyrische Symphonie“. Autobiographische Bezüge sind offensichtlich: Die im Text genannten Figuren tragen authentische Namen. Der Protagonist heißt wie der Autor und ist Priester in Tasov. Die weibliche Hauptfigur Marie Zezulovás (Zezulka) ist Marie Zezul aus Tasov nachgebildet. Demls kritische Rede ist adressiert an den Dichter Bohumil Malina Ptáček (B.M.P.), der ihn 1929 wegen seiner Anti-Masaryk-Vorträge anklagte, in denen er die Mängel der Republik und den Präsidenten kritisierte, und mit dem er darüber in Streit geriet. Ein Verfahren wegen „Beleidigung des Staatsoberhaupts“ wurde 1930 nach persönlicher Intervention Masaryks eingestellt. Später versöhnten sich Ptáček und Deml wieder, und diese Situation ist die Grundlage für Demls Ansprache an den Kollegen in seinem Buch: „Ich verzeihe Ihnen, Herr B.M.P., von Herzen, aber die Wunden sind zu tief und fürchterlich, auf dass ich vergessen kann“ (S. 59).
Weitere im Buch erwähnte Personen sind ebenfalls authentisch: Demls Bruder, der Postmeister in Tasov (sein Halbbruder Antonin), seine ehemaligen Freunde Josef Florian und Jaroslav Durych, Richard Tenora, Dekan in Náměšť nad Oslavou, die Priester Emilián Soukup und Silvestr Maria Braito, der Unternehmer Tomáš Baťa, das böhmisch Adelsgeschlecht Harrach und ein Prager Erzbischof (gemeint ist offenbar Demls „Erzfeind“ Paul Graf Huyn).
Die Handlungsorte auf der Böhmisch-Mährische Höhe sind Demls Geburts- und Wohnort Tasov und die benachbarten Dörfer und Städte Velké Meziříčí, Třebíč, Náměšť nad Oslavou. Auch eine Reise Demls an die dalmatische Küste wird erwähnt.

## Rezeption
Christa Rothmeier bezeichnet „Das vergessene Licht“ als Demls Hauptwerk und beschreibt die Rezeption im Zusammenhang mit dessen  Œuvre: Demls Werk war bei den meisten seiner Zeitgenossen umstritten, ist bis heute in der breiten Öffentlichkeit wenig bekannt und wird in den offiziellen tschechischen Literaturgeschichten kaum berücksichtigt. Deml erwarb sich durch seine Publikationen und öffentlichen Auftritte „den Ruf eines unverträglichen, streitsüchtigen Polemikers“. Das von ihm „wie ein Puzzle entworfene und streckenweise karnevaleske Panorama der tschechischen Gesellschaft und des Geisteslebens von den Zehnerjahren bis in die Volksdemokratie“ mute „wie ein Zerrspiegel an, aus dem das ungeschminkte Antlitz seiner Nation herausblickt. Medium und Advocatus Diaboli in einer Person holt der Autor in Verletzung des allgemeinen Konsenses Schattenseiten und kollektiv verdrängte Komplexe mit traumwandlerischer Sicherheit ans Licht, was die tschechische Öffentlichkeit bei ihrem Versuch, in dem jungen Staatsgebilde nach 1918 einen neuen nationalen Mythos zu konstruieren, irritierte.“ (S. 183)
Die Publikation des „vergessenen Lichts“ fiel in eine Zeit des politischen und gesellschaftlichen Umbruchs in Tschechoslowakei: Die Verschärfung der Spannungen zwischen den Nationalitäten und die Annektionspläne Adolf Hitlers nach 1933. Demls kämpferisches Buch stieß wegen der Tabubrüche (Zölibat und Sexualität, Beleidigungen, umgangssprachliche Kraftausdrücke usw.) auf heftige Kritik und löste auch nach der Zensurintervention – öffentliche Empörung aus.
Von einzelnen Literaten wurde Deml dagegen von Anfang an als Mitbegründer einer neuen Dichtung gewürdigt. „Immerhin waren es die bedeutendsten Repräsentanten der tschechischen Literatur […], die Demls Bedeutung und literarische Sprengkraft erkannten“: der Literaturkritiker František Xaver Šalda, die Poeten Vladimír Holan und Jaroslav Seifert, der Avantgardist Vítězslav Nezval (S. 179). In den sechziger Jahren setzten sich die Literaturkritiker Jindřich Chalupecký und Jiří Němec mit Deml auseinander. In dieser Zeit wurde er zu einem Geheimtipp und zur „Kultfigur des Undergrounds und der Jugend, die sich wohl mit seiner Revolte gegen eine institutionalisierte Welt identifizierte“ (S. 179 ff.). Bohumil Hrabal zählt ebenso zu den Bewunderern Demls. Er hat „Das vergessene Licht“ für sein „Lesebuch“ mit den ihm liebsten Texten tschechischer Prosa ausgewählt.

## Adaptionen
1996 entstand der Film „Zapomenuté svétlo“ von Vladimír Michálek nach Motiven von Demls gleichnamigem Prosatext. Das Drehbuch schrieb Milena Jelínek. Die Handlung wurde inhaltlich verändert und in die Zeit Ende der 1980er Jahre in den nordböhmischen Bergen verlegt: Der Priester Holý (Bolek Polívka) kämpft um die Rettung der verfallenden Kirche sowohl gegen die staatliche kommunistische als auch gegen die kirchliche Bürokratie. Mit dem Kapitelvikar streitet er um die Enzyklika Pacem in terris des Papstes Johannes XXIII. Er verliert diesen Kampf gegen Kirche und Staat und wird von seiner Pfarrei und seinen Verbündeten abtransportiert. Die Hauptgeschichte Demls wird im Film zur Nebenhandlung: Ähnlich wie Deml Marie betreut Holý die todkranke geliebte Marjánka (Veronika Žilková).
2008 Dramatisierung von František Derfler: „Divadlo U stolu“ (Theater am Tisch). Zentrum für Experimentelles Theater in Brünn.
2018 Dramatisierung: Petr Bezruč Theater in Ostrava. Regie: Janka Ryšánek Schmiedtová.